# Nandambakkam
Nandambakkam è una suddivisione dell'India, classificata come town panchayat, di 9.093 abitanti, situata nel distretto di Kanchipuram, nello stato federato del Tamil Nadu. In base al numero di abitanti la città rientra nella classe V (da 5.000 a 9.999 persone).

## Geografia fisica
La città è situata a 12° 58' 46 N e 80° 4' 3 E e ha un'altitudine di 20 m s.l.m..

## Società

### Evoluzione demografica
Al censimento del 2001 la popolazione di Nandambakkam assommava a 9.093 persone, delle quali 4.663 maschi e 4.430 femmine. I bambini di età inferiore o uguale ai sei anni assommavano a 918, dei quali 480 maschi e 438 femmine. Infine, coloro che erano in grado di saper almeno leggere e scrivere erano 7.356, dei quali 3.964 maschi e 3.392 femmine.